# (3833) Калингаста
(3833) Калингаста (исп. Calingasta) — медленно вращающийся астероид, относящийся к группе астероидов, пересекающих орбиту Марса. Он был открыт 27 сентября 1971 года американскими астрономами Джеймсом Гибсоном и Карлосом Сеско в обсерватории Эль-Леонсито и назван в честь аргентинского департамента Калингаста, на территории которого расположена обсерватория. 

Орбита астероида Калингаста и его положение в Солнечной системе